# Abdallah al-Mahdi

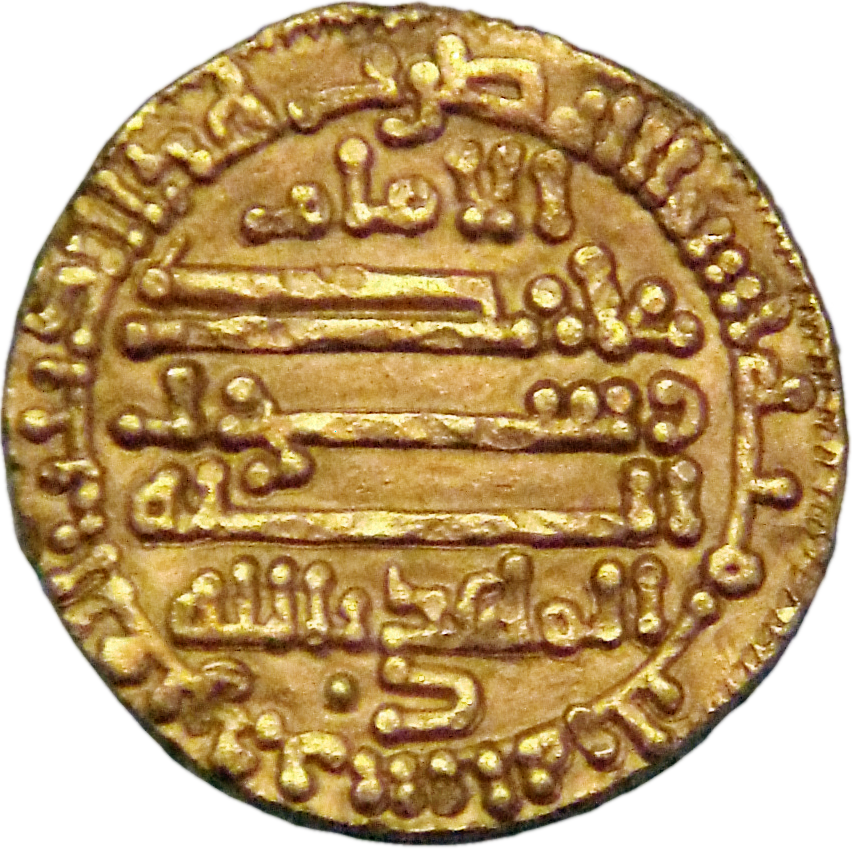
Golddinar des Abdallah al-Mahdi aus Mahdia.

Al-Mahdi billah (arabisch المهدي بالله, DMG al-Mahdī billāh ‚der von Gott Rechtgeleitete‘; * 31. Juli 874 in ʿAskar Mukram; † 4. März 934 in Mahdia) war der erste Kalif aus der Dynastie der Fatimiden und gemäß deren Historiografie der elfte Imam der schiitischen Ismailiten. Durch das mit seiner Person verbundene Hervortreten dieses Imamats aus der Verborgenheit (ġaiba), wurde eine breite schiitische Aufstandsbewegung innerhalb des Islamischen Reichs gegen die herrschende Kalifendynastie der sunnitischen Abbasiden angestoßen, die 909 zur Etablierung des Gegenkalifats der Fatimiden führte, welches bis 1171 in Konkurrenz zu dem der Abbasiden die Alleinherrschaft beanspruchte.

## Leben

### Name und Herkunft
Der persönliche Eigenname (ism) des Mahdi war Said (Saʿīd). So nennen ihn die ältesten bekannten Überlieferungen der Ismailiten, darunter auch die seines Milchbruders Dschafar. In seinem Brief an die jemenitische Gemeinde aus dem Jahr 911 bestätigte der Mahdi, dass er Said ibn Husain (Saʿīd b. al-Ḥusain) genannt wurde, behauptete dazu allerdings, dass dieser Name nur ein von ihm in der Zeit seines Untergrunds verwendeter Deckname gewesen sei. Sein wirklicher Name aber sei Ali ibn Husain (ʿAlī b. al-Ḥusain). Doch anlässlich seiner 910 erfolgten Proklamation zum Kalif ließ er aus programmatischen Gründen den Namen Abdallah mit der Ehrbezeichnung (kunya), „Vater des Muhammad“ (Abū Muḥammad ʿAbd Allāh), in der Gebetsformel verkünden, der seither als sein offizieller Eigenname galt. Damit hatte er vor allem eine Manipulation der Namensgebung seines Sohnes und designierten Nachfolgers al-Qa’im beabsichtigt, die somit vollständig Abu l-Qasim Muhammad ibn Abdallah lautete, genauso wie jene des Propheten.
Schon die frühste zeitgenössische ismailitische Historiografie hatte von der Abstammung ihres rechtgeleiteten Vorstehers (al-imām al-mahdī) eine recht klare genealogische Vorstellung. Seine unmittelbaren Vorfahren bis zu seinem Urgroßvater Abdallah „dem Älteren“ (al-Akbar), die als Garanten (ḥuǧǧa) für das verborgene Imamat an der Spitze der Missionsführung standen, waren demnach selbst die Imame ihrer Gemeinschaft (šīʿa), die als Ausdruck ihrer Verborgenheit ihre wahre Identität aus Gründen der Vorsicht (taqīya) vor der Verfolgung der herrschenden Abbasiden geheim halten mussten. Vor allem aber knüpfte ihre Genealogie an die Person des siebten Imams Muhammad ibn Ismail an, der gemäß ihrer bis 899 propagierten Lehre als ihre eigentliche Heil bringende Mahdi-Figur anerkannt war, weshalb seine Anhängerschaft auch als „Siebener-Schia“ bezeichnet wurde. Die Vorstellung, dass dieser siebte Imam aus der Verborgenheit ins irdische Sein zurückkehren werde, war von seinen Anhängern inzwischen fallengelassen worden. Stattdessen sei seine gottgegebene Segenskraft (baraka) auf seine Nachkommen übergegangen, aus deren Reihen der zu erwartende Mahdi schließlich hervorgehen werde. Der achte Imam Abdallah al-Akbar gilt darin als leiblicher Sohn des siebten Imams.
Die lange vorherrschende Geschichtsschreibung der Sunna hatte dagegen ihr eigenes Meinungsbild über die Fatimiden etabliert, in der deren Genealogie als betrügerische Fiktion galt. In diesem Standpunkt galt und gilt die Zugehörigkeit des Mahdis und die seiner Nachkommen zum Prophetenhaus als nicht erwiesen und die Legitimität des Fatimiden-Kalifats damit als nicht gerechtfertigt. Die Propaganda des Mahdis selbst hatte deren Argumentation zusätzlich mit Nahrung befeuert. In seinem erwähnten Brief an seine jemenitischen Anhänger hatte er nicht nur seine Namensgebung erklärt, sondern dazu auch seinen familiären Hintergrund zu erläutern versucht. Und seine Erklärung stand dabei in einem eklatanten Widerspruch zur allgemeinen Anschauung seiner Schia. Nach seinen Worten seien er und seine unmittelbaren Vorfahren keine Nachkommen des siebten Imams, sondern würden von Abdallah al-Aftah (gest. 765) abstammen, einem anderen Sohn des fünften Imams Dschafar as-Sadiq (gest. 765). Damit hatte er sich in eine alternative Abstammungslinie zu jener des Ismail ibn Dschafar (gest. um 760) gestellt, auf die sich seine Schia seit den Tagen seines Urgroßvaters berief. Gepaart mit einer schwer nachzuvollziehenden Beschreibung von Decknamen und Scheinidentitäten seiner Vorfahren, hatte der Mahdi die Verwirrung unter seiner Anhängerschaft noch zusätzlich gesteigert. Offenbar hatte er dies noch selbst erkannt und deshalb auf eine offizielle Erklärung bezüglich seiner Abstammung verzichtet. Erst unter seinem Ururenkel, Imam-Kalif al-Aziz (gest. 996), hatte sich die ismailitische Schia in der von ihm autorisierten Vorgeschichte seines Kalifats „Das Buch von der Verschleierung des Imams und der Aussendung der Missionare nach allen Inseln zur Suche nach ihm“ (Istitār al-imām watafarruq ad-duʿāt fī l-ǧazāʿir li-ṭalabihī) des al-Naisaburi die Erklärung des Mahdis verwerfend auf die Genealogie ihrer Imame verständigt, die auch weitgehend den Ansichten der zeitgenössischen Anhängerschaft entsprach und seither als kanonisch gilt (siehe Stammtafel der schiitischen Imame).
Die Familie des Mahdi:
|                  |                  |                  |                  |                  |                  |                  |                  |                  |                  |                  |                  | Abdallah al-Akbar 8. Imam                         |                                                   |                                                   |                                                   |                                                   |                                                   |                                |  |  |  |  |  |                                    |                                    |                                    |                                    |                                    |                                    |  |  |  |  |  |  |  |  |  |  |  |  |
|                  |                  |                  |                  |                  |                  |                  |                  |                  |                  |                  |                  |                                                   |                                                   |                                                   |                                                   |                                                   |                                                   |                                |  |  |  |  |  |                                    |                                    |                                    |                                    |                                    |                                    |  |  |  |  |  |  |  |  |  |  |  |  |
|                  |                  |                  |                  |                  |                  |                  |                  |                  |                  |                  |                  | Ahmad 9. Imam                                     |                                                   |                                                   |                                                   |                                                   |                                                   |                                |  |  |  |  |  |                                    |                                    |                                    |                                    |                                    |                                    |  |  |  |  |  |  |  |  |  |  |  |  |
|                  |                  |                  |                  |                  |                  |                  |                  |                  |                  |                  |                  |                                                   |                                                   |                                                   |                                                   |                                                   |                                                   |                                |  |  |  |  |  |                                    |                                    |                                    |                                    |                                    |                                    |  |  |  |  |  |  |  |  |  |  |  |  |
|                  |                  |                  |                  |                  |                  |                  |                  |                  |                  |                  |                  |                                                   |                                                   |                                                   |                                                   |                                                   |                                                   |                                |  |  |  |  |  |                                    |                                    |                                    |                                    |                                    |                                    |  |  |  |  |  |  |  |  |  |  |  |  |
|                  |                  |                  |                  |                  |                  | Hussein 10. Imam | Hussein 10. Imam | Hussein 10. Imam | Hussein 10. Imam | Hussein 10. Imam | Hussein 10. Imam |                                                   |                                                   |                                                   |                                                   |                                                   |                                                   |                                |  |  |  |  |  | Abu sch-Schalaghlagh gest. vor 899 | Abu sch-Schalaghlagh gest. vor 899 | Abu sch-Schalaghlagh gest. vor 899 | Abu sch-Schalaghlagh gest. vor 899 | Abu sch-Schalaghlagh gest. vor 899 | Abu sch-Schalaghlagh gest. vor 899 |  |  |  |  |  |  |  |  |  |  |  |  |
|                  |                  |                  |                  |                  |                  | Hussein 10. Imam | Hussein 10. Imam | Hussein 10. Imam | Hussein 10. Imam | Hussein 10. Imam | Hussein 10. Imam |                                                   |                                                   |                                                   |                                                   |                                                   |                                                   |                                |  |  |  |  |  | Abu sch-Schalaghlagh gest. vor 899 | Abu sch-Schalaghlagh gest. vor 899 | Abu sch-Schalaghlagh gest. vor 899 | Abu sch-Schalaghlagh gest. vor 899 | Abu sch-Schalaghlagh gest. vor 899 | Abu sch-Schalaghlagh gest. vor 899 |  |  |  |  |  |  |  |  |  |  |  |  |
|                  |                  |                  |                  |                  |                  |                  |                  |                  |                  |                  |                  |                                                   |                                                   |                                                   |                                                   |                                                   |                                                   |                                |  |  |  |  |  |                                    |                                    |                                    |                                    |                                    |                                    |  |  |  |  |  |  |  |  |  |  |  |  |
| Bruder gest. 903 | Bruder gest. 903 | Bruder gest. 903 | Bruder gest. 903 | Bruder gest. 903 | Bruder gest. 903 |                  |                  |                  |                  |                  |                  | Said / Ali / Abdallah al-Mahdi 11. Imam; 1. Kalif | Said / Ali / Abdallah al-Mahdi 11. Imam; 1. Kalif | Said / Ali / Abdallah al-Mahdi 11. Imam; 1. Kalif | Said / Ali / Abdallah al-Mahdi 11. Imam; 1. Kalif | Said / Ali / Abdallah al-Mahdi 11. Imam; 1. Kalif | Said / Ali / Abdallah al-Mahdi 11. Imam; 1. Kalif |                                |  |  |  |  |  | umm walad gest. vor 902            | umm walad gest. vor 902            | umm walad gest. vor 902            | umm walad gest. vor 902            | umm walad gest. vor 902            | umm walad gest. vor 902            |  |  |  |  |  |  |  |  |  |  |  |  |
| Bruder gest. 903 | Bruder gest. 903 | Bruder gest. 903 | Bruder gest. 903 | Bruder gest. 903 | Bruder gest. 903 |                  |                  |                  |                  |                  |                  | Said / Ali / Abdallah al-Mahdi 11. Imam; 1. Kalif | Said / Ali / Abdallah al-Mahdi 11. Imam; 1. Kalif | Said / Ali / Abdallah al-Mahdi 11. Imam; 1. Kalif | Said / Ali / Abdallah al-Mahdi 11. Imam; 1. Kalif | Said / Ali / Abdallah al-Mahdi 11. Imam; 1. Kalif | Said / Ali / Abdallah al-Mahdi 11. Imam; 1. Kalif |                                |  |  |  |  |  | umm walad gest. vor 902            | umm walad gest. vor 902            | umm walad gest. vor 902            | umm walad gest. vor 902            | umm walad gest. vor 902            | umm walad gest. vor 902            |  |  |  |  |  |  |  |  |  |  |  |  |
|                  |                  |                  |                  |                  |                  |                  |                  |                  |                  |                  |                  |                                                   |                                                   |                                                   |                                                   |                                                   |                                                   |                                |  |  |  |  |  |                                    |                                    |                                    |                                    |                                    |                                    |  |  |  |  |  |  |  |  |  |  |  |  |
|                  |                  |                  |                  |                  |                  |                  |                  |                  |                  |                  |                  |                                                   |                                                   |                                                   |                                                   |                                                   |                                                   | Abdarrahim / Muhammad al-Qa’im |  |  |  |  |  |                                    |                                    |                                    |                                    |                                    |                                    |  |  |  |  |  |  |  |  |  |  |  |  |
|                  |                  |                  |                  |                  |                  |                  |                  |                  |                  |                  |                  |                                                   |                                                   |                                                   |                                                   |                                                   |                                                   |                                |  |  |  |  |  |                                    |                                    |                                    |                                    |                                    |                                    |  |  |  |  |  |  |  |  |  |  |  |  |
|                  |                  |                  |                  |                  |                  |                  |                  |                  |                  |                  |                  |                                                   |                                                   |                                                   |                                                   |                                                   |                                                   | Fatimiden                      |  |  |  |  |  |                                    |                                    |                                    |                                    |                                    |                                    |  |  |  |  |  |  |  |  |  |  |  |  |

Das Jonglieren mit verschiedenen Erklärungsmodellen aber hatte die Vertreter der Sunna angefangen in der Vitensammlung „Garten der Seelen“ (Riyāḍ an-nufūs) des Abu Bakr al-Maliki (11. Jahrhundert) in ihrem vernichtenden Urteil nur bestätigt, der nach die Fatimiden nicht nur Betrüger, sondern auch Anführer von Ketzern waren. Vor dem Hintergrund der sich verhärtenden dogmatischen Fronten zwischen Sunna und Schia wurden sie zu „Gottesfeinden“ und „Befehlshaber der Heiden“ (amīr al-mušrikīn) deklariert. Die Namensgebung des Mahdis aufgreifend wurde er von sunnitischen Autoren ausschließlich im herabsetzenden Diminutiv „Klein-Allah“ (ʿUbaid Allāh) genannt und seine Dynastie als „Ubaiditen“ (banū ʿUbaid) bezeichnet. Die Zweifel an einer echten fatimidischen Abstammung des Mahdis sind bis heute nicht verstummt, gelten in der ismailitischen Geschichtsschreibung aber als unumstößliche Tatsache.

### Die Offenbarung des Mahdi
Der Mahdi wurde mit dem Namen Said am 31. Juli 874 (12. Šawwāl 260 AH) in Askar Mukram im südpersischen Chusistan als Sohn des Hussein geboren. Über seine namentlich nie genannte Mutter liegen nur wenige verlässlichen Angaben vor; sie lebte noch im Jahr 910. Neben zwei Schwestern hatte er einen ebenfalls namentlich nicht genannten (Halb-)Bruder, der allerdings im persischen Taleghan aufgewachsen war, im Aufstand des Jahres 902 eine Rolle spielte und 903 in Salamiyya an einer Krankheit verstarb. Obwohl der Vater als zehnter anerkannter Imam gilt, scheint er in der damals im Untergrund tätigen Führung der ismailitischen Schia keine herausragende Rolle gespielt zu haben, wohl auch weil er im Jahr 882 früh verstorben ist. Die tatsächliche Führung hatte der Onkel Abu Ali Muhammad inne, der vor allem unter dem ungewöhnlichen Decknamen „Abu sch-Schalaghlagh“ bekannt ist. Nach dem Tod des Vaters wurde der Mahdi zu seinem Onkel in das syrische Salamiyya gebracht, wo die Führung der ismailitischen Mission (daʿwa) seit den Tagen ihres Begründers Abdallah al-Akbar ihre Operationsbasis hatte. Die Mission vertrat damals noch die offizielle Lehre von der baldigen Wiederkehr des siebten Imams Muhammad ibn Ismail aus der Verborgenheit und die Familie der Missionsführung begriff sich als Garanten (ḥuǧǧa) für dieses Heilsversprechen. Denn mit der Wiederkehr des siebten Imams als dem Rechtgeleiteten (al-Mahdī) war nach anerkannter Auffassung der Sturz der verhassten Usurpatoren der Abbasiden zugunsten der Nachkommen des Ali (gest. 661), die Wiederherstellung des Glaubens zu Gott vor dem Sündenfall und damit die Abrogation der göttlichen Offenbarung und des aus ihr abgeleiteten Gesetzes (šarīʿa) verbunden. Im späten 9. Jahrhundert scheint die Missionsführung allerdings zu der Erkenntnis gelangt zu sein, dass eine leibhaftige Wiederkehr des siebten Imams wohl ausbleiben werde. Die Erwartungshaltung ihrer Anhänger aber, die in allen Provinzen des islamischen Reichs nach fünfzig Jahren der Vorbereitung im Untergrund zum Aufstand entschlossen waren, hatte die Führung in Salamiyya zu einer Lösung dieser Frage veranlasst gesehen. Nach den frühsten Überlieferungen aus deren näherem Umkreis, die in einem Kompendium mit dem Titel „Die Enthüllung“ (al-Kašf) zusammengefasst wurden, soll Abu asch-Schalaghlagh selbst den Gedanken erwogen haben, als der zu erwartende Mahdi hervorzutreten und damit den Startschuss zum Aufstand zu geben, doch waren sein Sohn und Enkel schon verhaftet und nach Bagdad deportiert worden, weshalb die Etablierung einer von ihm ausgehenden Imamlinie unmöglich gemacht wurde. So habe er seinen Neffen zu sich geholt, ihn an Sohnes statt angenommen und mit seiner Tochter verheiratet. Zum Anlass dieser Adoption dürfte der Neffe auch den Namen Ali angenommen haben, hatte doch die Ehrbezeichnung des Onkels, Adoptiv- und Schwiegervaters „Vater des Ali“ gelautet.
Eines Tages erbat ein Kurier der ägyptischen Ismailitengemeinde, ein gewisser Abu l’Abbas Muhammad, als er gerade eine Nachricht an die Missionsführung in Salamiyya überbrachte, bei dem Chefmissionar (dāʿī d-duʿāt) Fairuz um die Ehre vor dem Großmeister der Mission persönlich, dem Garanten (ḥuǧǧa) des Imamats, sein Treuegelübde ablegen zu dürfen. Die Bitte wurde gewährt und der Kurier wurde zu einem Vorhang geführt. Nachdem er sein Gelübde gegenüber dem verborgenen Großmeister abgelegt hatte, wurde sehr zu seiner Überraschung der Vorhang gelüftet und drei Personen gaben sich ihm zu erkennen. Die erste Person war der bereits greise „Garant“ Abu asch-Schalaghlagh, welcher die zweite Person Said als den „Rechtgeleiteten Imam“ vorstellte und die dritte Person war dessen Sohn Abdarrahman (geb. 893), der noch ein Kleinkind war. Dazu wurde dem Kurier eröffnet, dass die Garanten des Imamats immer schon die Imame selbst gewesen seien, doch hätten sie diese Tatsache aus Gründen der strengsten Vorsicht (taqīya) auch gegenüber den eigenen Anhängern verheimlichen müssen, um einen möglichen Verrat an die Abbasiden zu vermeiden.
Das genaue Datum dieser Offenbarung ist nicht festgehalten, doch muss sie bis kurz vor das Jahr 899 erfolgt sein. In jenem Jahr hatte auch der Missionar der irakischen Ismailitengemeinde Hamdan Qarmat die Kunde von der Offenbarung des Mahdis erhalten und daraus seine ganz eigene Schlussfolgerung gezogen. Die Ersetzung der Person des siebten Imams Muhammad ibn Ismail in der Rolle des Mahdis durch eine andere stand in einem eklatanten Missverhältnis zu der bis dahin propagierten Lehre von der leibhaftigen Wiederkehr des siebten Imams. Dass die Familie der Großmeister der Mission identisch mit der Imamlinie selbst sein könnte, war für ihn nicht hinnehmbar. Damit nahm das erste bedeutende Schisma in der Geschichte der Ismailiten seinen Ausgang. Unter der Führung des Hamdan Qarmat sagte sich die irakische, bahrainische und auch der Großteil der persischen Glaubensgemeinde von der Missionsführung los und stellte sich in unversöhnlicher Opposition zu dieser. Die so gebildete Gruppierung der „Qarmaten“ betrachtete sich seither als Bewahrer der altismailitischen Mission, der ursprünglichen Siebener-Schia, die an der Prophezeiung von der Wiederkehr des siebten Imams festhielt. Die Offenbarung von Salamiyya aber wurde von den Qarmaten als Betrug an der althergebrachten Lehre zurückgewiesen. Dagegen waren die Gemeinden Syriens, Ägyptens, des Jemen und auch des Maghreb der Führung in Salamiyya unter Anerkennung dieser Reform ihrer propagierten Lehre treu geblieben, womit sie die Fortführung der Imamlinie über den siebten Imam hinaus akzeptierten.

### Der erste Mahdi-Staat
Die Offenbarung hatte eine Ereigniskette in Gang gesetzt, die sich der Kontrolle durch die Missionsführung um Abu sch-Schalaghlagh, der wohl noch vor 899 gestorben war, und dem Mahdi entzog. Die Qarmaten haben ihre Loslösung von Salamiyya mit einem allgemeinen Aufstand gegen das Abbasiden-Kalifat verbunden; schon im Juni/Juli 899 war es zu ersten Kämpfen im Bahrain gekommen. Nicht nur wollten sie damit den Sturz der Abbasiden herbeiführen, sondern auch ihre Glaubenverfassung zur Vorherrschaft verhelfen, bevor dies den Anhängern des vermeintlich falschen Mahdi gelänge. Einer der wenigen Missionare der irakischen Gemeinde, die sich noch zum Mahdi bekannten, war Zakaroye ibn Mihroye. Der hatte die Abspaltung der Qarmaten durch die Eliminierung deren Führer abzuwenden gesucht, ist damit zwar gescheitert, doch war ihm die Mobilisierung der Beduinenstämme der syrischen Wüste um Palmyra für die Sache des Mahdis gelungen. An der Spitze der Beduinen, die sich den Parteinamen „Fatimiden“ (al-Fāṭimīyūn) an ihre Fahnen hefteten, wagten Zakaroye und seine Söhne 902 nun selbst den Aufstand gegen die Abbasiden, um ihrerseits den Qarmaten zuvorkommend das Kalifat des Mahdi zu errichten. Zum Auftakt des Aufstandes schlugen sie das Heer des lokalen Statthalters und plünderten dessen Residenz Resafa.
Der Aufstand des Zakaroye war offenbar nicht mit dem Mahdi abgesprochen gewesen. Er wie auch seine unmittelbaren Vorgänger in der Missionsführung hatten bis dahin in Salamiyya unter der Tarnidentität von Kaufleuten unbehelligt leben und die Mission aus dem Untergrund heraus leiten können. Doch der Aufstand hatte die lokalen Autoritäten der Abbasiden alarmiert, denen schon bald der Aufenthaltsort des Mahdis von Abtrünnigen aus den Reihen der Qarmaten zugetragen wurde. Über sein eigenes Informantennetz, dessen Nachrichtenübermittlung mittels Brieftauben bewerkstelligt wurde, hatte er aus Bagdad von der Kunde erfahren, dass die dortige Obrigkeit bereits per Steckbrief nach ihm fahnden ließ. Über Nacht hatte er sein Haus in Salamiyya verlassen und die Flucht aus Syrien aufnehmen müssen. Sein kleines Gefolge bestand neben ihm und seinem kleinen Sohn nur aus sechs weiteren Männern, dem Obermissionar Fairuz, dem Kurier Abu l’Abbas Muhammad und vier Sklaven, darunter seinem Milchbruder Dschafar. Die Frauen seiner Familie (ḥarīm), bestehend aus seiner Mutter, zwei Töchtern, der noch kindlichen Ehefrau seines Sohnes, sowie zwei Töchter seines Bruders, blieben zunächst in Salamiyya zurück, sollten aber später ebenfalls alle erfolgreich von hier evakuiert werden, genauso wie seine unter dem Schwimmbecken seines Badehauses vergrabenen Vermögenswerte. Die Mutter seines Sohnes (umm walad), die Tochter des Abu sch-Schalaghlagh, wird zu diesem Anlass übrigens nicht mehr erwähnt, wohl, weil sie schon verstorben war. Die Flucht ging schnell vonstatten. Nachdem die Reisegruppe zuerst Homs passierte, verbrachte sie einen Tag im libanesischen Tripolis an der Mittelmeerküste. Von dort wieder ins Landesinnere wendend, machte sie für einen Tag Halt in der syrischen Kapitale Damaskus und gelangte von dort am dritten Tag nach Tiberias. Hier hielt sich der Mahdi nicht länger auf, da die Büttel des syrischen Statthalters ihm bereits auf den Fersen waren. Noch am selben Tag erreichten er und sein Anhang die Provinzhauptstadt Palästinas ar-Ramla, dicht gefolgt von den Polizeikurieren des Kalifen, die hier noch am Abend desselben Tages eintrafen um den Steckbrief des Mahdis auszuhängen. Doch der Statthalter ar-Ramlas war ein heimlicher Ismailit, der von der Öffentlichkeit unbemerkt den Mahdi ein Haus als sicheres Refugium zuweisen konnte. Es war der 28. Oktober 902. Eben noch am Abend jenes Tages konnten der Mahdi und sein Gefolge auf dem Dach des Gouverneurshauses stehend einen Meteoritenschauer beobachten, der auch von nordafrikanischen Astrologen registriert wurde.
Während sich der Mahdi in ar-Ramla weiter im Verborgenen hielt, hatten Zakaroye und seine Beduinen die Belagerung von Damaskus aufgenommen und zugleich in Salamiyya ihre eigene Suche nach ihrem Imam begonnen. Ein Sohn des Missionars konnte ihn schließlich in ar-Ramla ausfindig machen, doch wurde die Bitte nach Damaskus zu kommen um sich an die Spitze des militärischen Kampfes zu stellen von ihm abgelehnt. Damit handelte der Mahdi weiter in Vorsicht, die ihm bald Recht geben sollte, als das Beduinenheer vor Damaskus im Juli 903 von einem abbasidischen Entsatzheer geschlagen und auseinandergetrieben wurde; ein Sohn des Zakaroye der es anführte wurde dabei getötet. Doch der Kampf war noch nicht entschieden. Ein anderer Sohn des Missionars konnte die „Fatimiden“-Beduinen schnell wieder unter seinem Befehl sammeln und mit ihnen die Kontrolle über das Orontes-Tal gewinnen. Nach der Besetzung von Homs waren sie bis vor Salamiyya gezogen, doch haben sie dort nicht wie erhofft den Mahdi angetroffen. Lediglich seinen Bruder fanden sie dort noch vor, der aber schon von einer Krankheit befallen auf dem Sterbebett lag. In schneller Folge gelang den „Fatimiden“ die Einnahme aller nordsyrischen Städte bis nach ar-Raqqa am Euphrat. Der Siegeszug des schiitischen Aufstandes, der Qarmaten im Bahrain und der Ismailiten in Syrien, hatte den Abbasiden-Kalif al-Muktafi (gest. 908) nach langem Zögern zum Handeln veranlasst. Als erster Kalif seit Generationen hatte er sich an die Spitze eines Heeres gestellt, im August 903 den Euphrat nach Syrien überschritten und die Kontrolle über ar-Raqqa zurückgewonnen. Die „Fatimiden“ reagierten darauf mit der Massenexekution an allen Mitgliedern der Haschimiten (banū Hāschim), der sie in Salamiyya habhaft werden konnten, weil diese das Kalifat der mit ihnen verwandten Abbasiden unterstützt und die Behörden in Bagdad mit Informationen über den Verbleib des Mahdi versorgt hatten. Im Herbst des Jahres 903 gingen die Anführer der „Fatimiden“ daran in der von ihnen eroberten Orontesregion einen Staat im Namen des Mahdis zu errichten, eine erste Vorwegnahme des späteren Fatimiden-Kalifats. In Homs wurden die ersten Münzen mit der Herrschertitulatur des Mahdis geprägt und diese in den Freitagspredigten verlesen.
Dem ersten Mahdi-Staat war keine lange Dauer vergönnt. Am 29. November 903 wurden die Beduinen in der Schlacht von Tamna bei Maarat an-Numan vom Heer der Abbasiden vernichtend geschlagen. Die Partei der „Fatimiden“ brach augenblicklich in sich zusammen. Verbittert hatte ihr Anführer den Mahdi persönlich für die Niederlage verantwortlich gemacht, hatte er sich doch geweigert aus der Verborgenheit hervorzutreten und damit seine Anhänger im Stich gelassen. In Salamiyya wurden die letzten noch verbliebenen Angehörigen des Mahdis von den enttäuschten Anhängern ermordet und seine Vermögenswerte geplündert. Doch schon kurz darauf konnte der Feldherr der Abbasiden die Kontrolle über die Städte am Orontes für seinen Kalifen zurückgewinnen und mehrere Führer des Aufstandes gefangen nehmen. Darunter auch den Sohn des Zakaroye, der, nachdem er den Behörden noch eine genaue Beschreibung des Mahdis gab, am 13. Februar 904 in Bagdad in einem öffentlichen Schauspiel mit über 300 Gefolgsleuten einen grausamen Tod starb.

### Flucht in den Westen
Schon im Februar 904 hatte der Mahdi seine Flucht aus dem zunehmend unsicher gewordenen ar-Ramla fortsetzend die ägyptische Provinzhauptstadt al-Fustat erreicht. Doch auch hier konnte er sich nicht in Sicherheit wiegen. Die örtlichen Autoritäten haben nach Weisung aus Bagdad alle Fremden in der Stadt argwöhnisch beobachtet und des Mahdis Milchbruder Dschafar wurde sogar unter leichter Folter befragt, konnte aber jeden Verdacht einstweilen zerstreuen. Für etwa ein Jahr blieb der Mahdi in Ägypten, bis im April 905 die Statthalterdynastie der Tuluniden durch einen vom Kalifen ernannten Statthalter ersetzt wurde und damit der Verfolgungsdruck wieder zunahm. Sehr zur Überraschung seines Gefolges entschied sich der Mahdi zur Fortsetzung der Flucht in den fernen Westen (maġrib). Sein Gefolge hatte bis dahin angenommen, dass das Endziel ihrer Flucht der Jemen sein werde, wo die Ismailiten angeführt von dem Missionar Ibn Hauschab (gest. 914) über einen starken Rückhalt verfügten. Der Westen aber galt zu damaliger Zeit noch als zivilisatorisch verwildert, bewohnt von Berberstämmen (vom griechischen barbaros), die nur oberflächlich islamisiert waren. Aber auch hier hatte die ismailitische Mission in den Jahren zuvor erfolgreich wirken können. Die unbestrittene Führerfigur hier war der Missionar Abu Abdallah asch-Schi‘i, dem in den zehn Jahren zuvor die Missionierung der Stämme der Kutama als besonders kriegerische „Helfer der Wahrheit“ (anṣār al-ḥaqq) gelungen war, an deren Spitze er 902 den bewaffneten Kampf gegen die Statthalter der Abbasiden in der Provinz „Afrika“ (Ifrīqiya, heute Tunesien) aus der Dynastie der Aghlabiden aufgenommen hatte. Er war außerdem der Bruder jenes Kuriers Abu l’Abbas Muhammad, dem sich der Mahdi in Salamiyya offenbart hatte.
Auf dem Weg durch die Cyrenaika wurde die Reisekarawane vom Berberstamm der Mazata überfallen, die dem Mahdi seine kostbare Bibliothek raubten. Im libyschen Tripolis angekommen, nahm er Kontakt mit den bereits im Kampf gegen die Obrigkeit liegenden Kutama auf. Seine ursprüngliche Absicht, inkognito direkt in die Provinzhauptstadt Kairouan einzuziehen, um dort einen Umsturz vorzubereiten, musste er wieder verwerfen, da auch hier mittlerweile sein Steckbrief ausgehangen war. So wurde entschieden, dass der Mahdi einstweilen verborgen bleiben sollte, bis der von Abu Abdallah asch-Schi‘i geleitete militärische Kampf zu seinen Gunsten beendet wäre. Dazu sollte der Mahdi ein Refugium möglichst abseits der urbanen Zentren aufsuchen und dort zu verbleiben. So nahm er mit seiner kleinen Gruppe die Weiterreise in den Westen entlang des alten römischen Limes auf, tiefer in das Land der Berber hinein, der entlegensten Region der islamischen Welt, wo das Kalifat von Bagdad keinen Einfluss mehr besaß. In Tripolis blieb lediglich der Harem des Mahdis unter der Obhut eines örtlichen Missionars zurück, weil man den Frauen die beschwerliche Reise nicht zumuten wollte. Am 6. August 905 beging der Mahdi in Tozeur des Fest zum Fastenbrechen (ifṭār) und nach einem Gewaltmarsch durch die Wüste entlang des Südrandes des Aurès-Massivs erreichte er noch im selben Monat Sidschilmasa, heute gelegen in Marokko, wo er die kommenden vier Jahre mit der Identität eines Kaufmanns verweilte.

### Hervortreten des Imamats und Begründung des Kalifats
Nach einigen Rückschlägen zu Beginn ihres Aufstandes im Jahr 902, der nicht zufällig in dieselbe Zeit wie der der syrischen Beduinen gefallen war, wurde der Kampf der Kutama durch den Tod des Emirs Ibrahim II. im Oktober 902 begünstigt, da sich die Aghlabiden danach in einen Nachfolgestreit untereinander verzettelten. Die so bis 904 ermöglichten Eroberungen der alten römischen Kolonien Mila und Sétif hatten wahrscheinlich den Ausschlag in der Entscheidung des gerade in Ägypten weilenden Mahdi gegeben, sich nach dem Maghreb statt dem Jemen zu wenden. Als er im August 905 Sidschilmasa erreichte, war der Kampf aber noch nicht entschieden. 906 eroberten die Kutama das antike Thubunae südlich von Barika, wo Abu Abdallah asch-Schi‘i durch die Einführung einer Steuererhebung das fiskalische Fundament des zukünftigen Fatimiden-Staates legte. Im Mai oder Juni 907 wurde im Handstreich die starke Festung Baghai (nördlich von Khenchela) im Aurès genommen. Bis zum Sommer 908 konnte das kontrollierte Gebiet weiter in den Osten bis Kasserine ausgedehnt werden. Mit der Einnahme der Oasenregion Qastiliya zwischen dem Chott el Djerid und dem Chott el Gharsa, einschließlich der Orte Nefta und Tozeur, konnte im Frühjahr 909 das heutige Südtunesien unter Kontrolle gebracht werden. Emir Ziyadat Allah III. (gest. 916) war darauf in Panik verfallen und hatte sich zur Flucht vorbereitet, drohte er doch die Landverbindung nach Ägypten zu verlieren. Das letzte Aufgebot der Aghlabiden wurde am 18. März 909 vor al-Aribus (die römische Kolonie Aelia Augusta Lares, auch Laribus, östlich von El Kef) entscheidend geschlagen und schon am nächsten Tag nahm der letzte Aghlabide die Flucht nach Ägypten auf.
An der Spitze der siegreichen Kutama rückte asch-Schi‘i am 25. März kampflos in die Palaststadt Raqqada und in die Hauptstadt Kairouan ein. Umgehend war er darangegangen, den zweiten Mahdi-Staat nach dem gescheiterten Versuch in Syrien von 903 zu errichten. In allen Städten Afrikas wurden neue Statthalter aus den Reihen der Kutama eingesetzt, ebenso wurde die Leitung der Ministerien an vertrauenswürdige Personen delegiert. Dagegen wurde der Beamtenapparat der Aghlabiden nahezu vollständig übernommen. Noch am Tag des Einmarsches wurden die Ausrufer (muʾaḏḏin) dazu angewiesen, der üblichen Aufforderung (aḏān) „Auf zum Gebet!“ die traditionelle schiitische Formel „Auf zum besten Tun!“ (حي على خير العمل / ḥayya ʿalā ḫair al-ʿamal) anzufügen, was insofern bemerkenswert war, da damit erstmals in der Geschichte die Errichtung eines islamischen Staates schiitischer Prägung angezeigt wurde. Der Wechsel in der Herrschaft über die Gläubigen wurde in der ersten Freitagspredigt vom 31. März 909 durch die Weglassung des Namens des sunnitischen Abbasiden-Kalifen al-Muqtadir (gest. 932) verdeutlicht. Der Name des Mahdis wurde zu diesem Anlass zwar noch nicht verkündet, doch wurde für den Propheten, seines Schwiegersohnes Ali, seiner Enkel Hassan und Hussain, sowie für seine Tochter Fatima gebetet und damit die schiitische Ausrichtung des neuen Kalifats unmissverständlich bekräftigt. Dies schloss auch dessen zukünftige Rechtsprechung mit ein, als im Mai 909 das Amt des Oberrichters (qāḍī l-quḍāt) mit einem Ismailiten besetzt wurde. Die in Afrika bis dahin vorherrschende sunnitisch-malikitische Rechtsschule wurde zugunsten einer zu diesem Zeitpunkt schriftlich noch nicht tradierten ismailitischen Rechtsschule unterdrückt, was hauptursächlich für die bald schon einsetzende Opposition unter der sunnitischen Bevölkerungsmehrheit gegen das neue Regime (daula) werden sollte. Asch-Schi‘i suchte die Akzeptanz für die neue Ordnung durch die umgehende Aufnahme der ismailitischen Mission auf eine breitere Basis zu stellen. Die früher im Untergrund abgehaltenen Lehrsitzungen der Glaubensgemeinde, die „Sitzungen der Weisheit“ (maǧālis al-ḥikma), konnten nun zwar von jeder Verfolgung befreit abgehalten werden, blieben aber wie üblich nur für eingeschworene Gläubige zugänglich. Dafür wurden interkonfessionelle Disputationen zwischen den Gelehrten der Ismailiten und Malikiten aufgenommen, in denen vor allem das Verhältnis Alis zum Propheten, die Auslegung des Ausspruchs (ḥadīṯ) vom Teich von Chumm und damit die Rechtmäßigkeit des fatimidischen Herrschaftsanspruchs erörtert wurden. Die ismailitische Schia konnte so zwar ihre Anhängerschaft beständig vergrößern, zumal eine Konvertierung zu ihr nun mit einem gesellschaftlichen und beruflichen Aufstieg verbunden werden konnte, doch sollte sie dennoch zu allen Zeiten des Fatimiden-Kalifats gegenüber der Sunna in der Minderheit bleiben. Eine Ursache dafür dürfte auch darin begründet gewesen sein, dass schon asch-Schi‘i auf die Einführung von Zwangskonvertierungen verzichtete.
Seit seiner Ankunft im libyschen Tripolis 905 hatte der Mahdi im ständigen Briefkontakt mit asch-Schi‘i gestanden und war so auch im abgelegenen Sidschilmasa vom Kriegsverlauf jederzeit unterrichtet. Die Stadt wurde beherrscht von Fürst Yasa ibn Midrar aus dem Clan der Midrariden, dessen Gunst sich der Mahdi in seiner Tarnung als reicher Kaufmann erkaufte. Als sein Inkognito von Agenten der Aghlabiden, die seinen Aufenthaltsort doch hatten ausfindig machen können, gelüftet worden war, hatte dies der Fürst gegen entsprechende finanzielle Zuwendungen ignoriert. Als er aber im August 909 von dem auf seine Stadt zumarschierenden Heer der Kutama erfuhr, ließ er den Mahdi und seinen Anhang ins Gefängnis werfen. Als die Kutama angeführt von asch-Schi‘i am 26. August 909 vor der Stadt aufmarschiert waren, hatte der Fürst deren Forderung nach der Herausgabe des Mahdis am folgenden Tag doch nachgegeben, so dass dieser vor den Stadtmauern am 27. August 909 endlich aus seiner Verborgenheit heraustretend von seinen Anhängern empfangen und auf einen Thron gesetzt werden konnte. Auf seine erste herrscherliche Weisung hin wurde noch am folgenden Tag die Stadt besetzt, die Fürst Yasa inzwischen fluchtartig verlassen hatte. Mehrere Tage weilte der Mahdi noch in der Stadt, in der er Abgesandte der umliegenden Berberstämme empfing. Auch der inzwischen gefasste Fürst Yasa wurde ihm hier noch ausgeliefert, den er ob seiner zuvor zugefügten schmachvollen Behandlung zu vierzig Peitschenhieben bestrafte, an deren Wunden der Fürst wenig später verstarb. In einem hier verfassten Brief des Abu Abdallah asch-Schi‘i an dessen Stellvertreter in Kairouan wurde der Mahdi erstmals als „Befehlshaber der Gläubigen“ (amīr al-muʾminīn) tituliert. Am 12. Oktober 909 zog der Mahdi an der Spitze der Kutama Richtung Afrika ab. Stationen des Marsches waren Tahert (heute Tiaret), in dessen Umgebung aufrührerische Zanata-Berber bekämpft werden mussten, und Ikdschan, wo dereinst asch-Schi‘i seine Missionstätigkeit unter den Kutama aufgenommen und den Ort somit zum Ausgangspunkt des Fatimiden-Kalifats gemacht hatte. Am 4. Januar 910 erreichte die Kolonne die Ebene vor Kairouan, wo der Mahdi die Huldigungen der Notabeln entgegennahm und ihnen die zuvor von asch-Schi‘i gewährte Sicherheitsgarantie (amān) bestätigte. Nach vier Jahren unter verwilderten Berbern soll ihn der Umgang mit den arabischstämmigen Städtern zu einem Vergleich mit der Zivilisation des Orients angeregt haben, sei doch alles was er von den Maghrebinern bisher gesehen habe nur Landvolk gewesen.
Kairouan hatte der Mahdi aber doch nicht betreten, sondern war direkt zur nahen Palaststadt Raqqada weitergezogen. Am folgenden Tag dem 5. Januar 910 wurde er zur Freitagspredigt erstmals unter seiner Herrschertitulatur als neuer Befehlshaber der Gläubigen in Stellvertretung (ḫalīfa) Gottes verkündet und im Palast offiziell in diese Würde proklamiert, womit die Errichtung des neuen Kalifats vollendet war. Anlässlich der Feierlichkeiten war auch nach fast fünf Jahren der Trennung sein Harem von Tripolis kommend in Raqqada eingetroffen. Das Wiedersehen mit seiner Mutter, den Töchtern und den anderen Frauen seiner Familie hatte die anwesenden Dichter in Reminiszenz an die Prophetentochter Fatima zur Lobpreisung seiner Person als deren Nachkomme, als „Sohn der Fatima“ und als „fatimidischer Imam“ verleitet, weshalb die Geschichtsschreibung nicht zuletzt deshalb die neue Kalifendynastie als „Fatimiden“ zu bezeichnen pflegte, dabei auch auf den schon früher verwendeten Parteinamen seiner syrischen Anhänger zurückgreifend. Als Imame der ismailitischen Schia aber, deren Glaubenslehre von ihren Anhängern als „Religion der Wahrheit“ (dīn al-ḥaqq) begriffen wurde, benannte sich die neue Dynastie selbst als „Dynastie der Wahrheit“ (daulat al-ḥaqq). Zu selbem Anlass wurden dem Mahdi auch die Frauen des Harems der vertriebenen Aghlabiden zugeführt, den diese bei ihrer Flucht in Raqqada zurückgelassen hatten. Sechs von ihnen nahm er sich zu Konkubinen, einige weitere gab er seinem sechszehnjährigen Sohn, die meisten aber machte er den Clanführern der Kutama zum Geschenk.

### Enttäuschte Erwartungen
Indes drohte schon das erste Jahr des Fatimiden-Kalifats auch dessen letztes zu werden, was auf die enttäuschten Erwartungen in Teilen seiner Anhängerschaft zurückzuführen war. Schon bei seinem Hervortreten in Sidschilmasa soll der Mahdi durch sein Aussehen und Gebaren unter den rauen Kutama für Verwunderung gesorgt haben. In seinem Habitus als vermögender Kaufmann, gekleidet in kostbaren Gewändern, mit Hang zum ungezwungenen Weingenuss entsprach er ganz und gar nicht dem Bild eines frommen Asketen, das ihnen fast zwanzig Jahre lang der Missionar Abu Abdallah asch-Schi‘i vorgezeichnet und auch vorgelebt hatte. Auch was seine an den Tag gelegte Amtsführung nach seiner Inthronisierung anging, hatte der Mahdi mit vielen Erwartungen gebrochen. Kaum zum Kalif erhoben, hatte er für die Besetzung der wichtigsten Ämter in Staat und Hof mit engsten Vertrauten gesorgt, sich danach aber hinter die Mauern seines Palastes zurückgezogen und fortan ein Leben in strengster Abschottung vom Volk geführt. Die persönliche Leitung der wichtigsten islamischen Festtage, wie des Fastenbrechens zum Ende des Ramadans, oder des Schlachtopferfestes, samt der Predigten und Gebete auf dem öffentlichen Festplatz (muṣallā) mit dem Volk, wie von einem Kalifen allgemein erwartet, hatte er stattdessen an seinen Sohn weiterdelegiert.
Vor allem aber waren schon bald nach seiner Inthronisierung Zweifel ob des Eintretens der mit seiner Person verbundenen Prophezeiungen aufgekommen, die seit Jahrzehnten von der ismailitischen Mission propagiert wurden. Mit seinem Hervortreten aus der Verborgenheit war nicht nur die Wiederherstellung des Kalifats der Nachkommen Alis verbunden, sondern es sollte auch der Anbruch der Auferstehung (qiyāma) erfolgen, in der nach der Abrogation der vom Propheten übermittelten göttlichen Offenbarung die Aufhebung des Gesetzes (rafʿ aš-šarīʿa) und damit der Glaube zu Gott in seinen ursprünglichen Zustand vor dem Ursündenfall zurückkehren, der nichts Anderes als die reine Anbetung Gottes kennt. Doch zur Beunruhigung seiner Anhänger ließ eine dahingehende Erklärung des Mahdis, dem allein ihm als Imam das Erkennen des Anbruchs der Auferstehung und ihrer Verkündigung oblag, auch nach dessen Inthronisierung auf sich warten. Stattdessen mussten sie Anzeichen von einem Ausbleiben des lang erwarteten Heilsversprechens erkennen, wie beispielsweise die Namensgebung des Mahdis. Denn nach allen Prophezeiungen sollte jener Imam, dem die Aufhebung der Sendung des Propheten obliege, auch den Namen des Propheten tragen. Doch statt des Mahdis trug dessen Sohn, der zukünftige Imam-Kalif al-Qa’im, den Namen des Propheten. Eine Verschiebung der Auferstehung zeichnete sich ab und mit ihr die weitere Gültigkeit des Gesetzes, was nichts anderes als eine zweite Reform der ismailitischen Glaubensverfassung, ein erneutes Abweichen von einem jahrzehntelang propagierten Dogma nach der schon eingetretenen Fortführung der Imamlinie über den siebten Imam hinaus bedeutete.
Und wie schon die erste Reform des Jahres 899 bei dem Missionar Hamdan Qarmat Zweifel ob der Wahrhaftigkeit des vermeintlich rechtgeleiteten Imams haben aufkommen lassen, so wiederholte sich dies nun 910 bei Abu Abdallah asch-Schi‘i. Schon im Frühjahr 910 war dieser mit den Kutama erneut nach dem Maghreb ausgezogen, nachdem dort Widerstand gegen die neue Ordnung aufgeflammt war. Sidschilmasa wurde nach nicht einmal zwei Monaten von den Midrariden zurückerobert und die Erstürmung Taherts durch die Zanata-Berber konnte erst nach schwerem Kampf abgewehrt werden. Am 6. August 910 wurden die Zenta in einer Schlacht bei Thubunae besiegt und mit der Eroberung der Hafenstadt Tanas (Ténès) am 7. September 910 wurde der Feldzug abgeschlossen. Hier nahm die Verschwörung der Kutama und ihres Missionars Abu Abdallah asch-Schi‘i ihren Ausgang. Zurück in Raqqada stellten die Verschwörer den Mahdi zur Rede und verlangten von ihm ein Wunder, das zu Erbringen einem wahrhaftigen Imam dank der ihm innewohnenden gottgegebenen Segenskraft (baraka) möglich sein sollte. Dabei verwies der Mahdi auf seine Fähigkeit zur Decodierung (taʾwīl) der im Koran festgehaltenen göttlichen Offenbarung als Ausdruck eben jener Segenskraft, wie ja auch schon das von seinem Ahn, dem Propheten, vollbrachte Wunder der Offenbarung (tanzīl) ein Ausdruck von Gottes Segen über seiner Person gewesen war (Sure 29:51). Doch den Verschwörern genügte der Verweis auf den Koran nicht und so entschlossenen sie sich in konspirativen Treffen auf eine Beseitigung des vermeintlich falschen Mahdi. Der aber war über ihre Schritte durch Denunzianten bestens unterrichtet und konnte seinerseits am 18. Februar 911 zuschlagen, als die Verschwörer bei den letzten Vorbereitungen ihres Attentats von ihm loyal gebliebenen Männern überrascht und im kurzen Kampf niedergemacht wurden. Obwohl Abu Abdallah asch-Schi‘i sich letztlich doch gegen ihn gestellt hatte, bewahrten der Mahdi und die Fatimiden sein Andenken doch ihn Ehren und für sein Seelenheil im Jenseits wurde gebetet, war er doch der eigentliche Wegbereiter ihres Kalifats. Sein Bruder Abu l’Abbas Muhammad aber, dem sich der Mahdi einst in Salamiyya als erstem Offenbart hatte, fiel der Verdammnis und der Damnatio memoriae anheim, galt er nach geltender Auffassung als die treibende Kraft hinter der Verschwörung.
Auf die Niederschlagung der Verschwörung folgte eine Säuberungswelle im Beamtenapparat, der vor allem alte unzuverlässige Kader der Aghlabiden zum Opfer fielen. Dies provozierte allerdings auch blutige Aufstände der arabischen Bevölkerung in Kairouan, Tahert und Tripolis, die sich gegen das Regime der Kutama-Berber richteten. Während der Aufstand in Tahert am 1. Oktober 911 noch mit einem Massaker niedergeschlagen wurde, ließ die Regierung gegenüber den Rebellen in Kairouan größere Milde walten. Der berberische Statthalter wurde hier durch einen Arabischstämmigen ersetzt, was den allgemeinen Aufruhr besänftige. Einige der dadurch brüskierten Kutama, alte Weggefährten des asch-Schi‘i, reagierten ihrerseits mit einem Aufstand gegen den Mahdi und gingen dabei soweit aus ihren Reihen einen Gegen-Mahdi zu proklamieren, der den Anbruch der Auferstehung und die Aufhebung des Gesetzes verkündete. Dieser Akt stellte eine Reaktion auf die im April/Mai 912 erfolgte öffentliche Designation (naṣṣ) des ältesten Sohnes des Mahdis zum Thronfolger (walī al-ʿahd) dar, womit die zweite Reform der ismailitischen Glaubensverfassung besiegelt wurde. Der Mahdi galt damit also nicht als der letzte zu erwartende siebte Prophet nach Adam, Noah, Abraham, Moses, Jesus und Mohammed. Das ursprünglich mit seiner Person verbundene Eintreten der Auferstehung wurde zu einem noch unbestimmten Zeitpunkt in die Zukunft verlegt, die zu erkennen nach dem Willen Gottes einem zukünftigen Imam der Schia zufallen sollte, die alle als „Rechtgeleitet“ gelten. Unter dem militärischen Oberbefehl des neunzehnjährigen al-Qa’im wurde die Bewegung des Gegen-Mahdi am 21. Juni 912 bei Mila besiegt und ihre gefangengenommenen Anführer in Raqqada einem öffentlichen Strafgericht unterzogen.
Die Episode um den Gegen-Mahdi markierte das erste Aufkeimen einer auf der ismailitischen Glaubenslehre fußenden antinomistischen Häresie, mit der die Imam-Kalifen der Fatimiden ihre gesamte Geschichte hindurch in aller Regelmäßigkeit konfrontiert wurden. Das Auftreten von übertreibenden Schwärmern, von Extremisten (ġulāt), die das Hinausschieben der Auferstehung nicht akzeptieren wollten und in Überschreitung der ismailitischen Glaubensverfassung ihre Verkündigung und damit die Aufhebung des Gesetzes auf eigene Faust propagierten, ungeachtet der klar anderslautenden Weissagung des Imams von der weiteren Gültigkeit der islamischen Gebote und Riten. Dies stellte vor allem auch ein Angriff auf die Person des Imams als der allein dazu autorisierten Instanz dar, der aufgrund seiner göttlichen Segenskraft (baraka) zum Erkennen und Verkünden der Auferstehung befähigt war. Die Anmaßung einer solchen Befähigung durch Andere stellte damit nicht nur die erste Säule des Islam, der Unterwerfung des Gläubigen gegenüber dem rechtmäßigen Imam, sondern auch die innere Geschlossenheit der Glaubensgemeinschaft in Frage. Im Jahr 921 hatte die Regierung des Mahdis etwa zweihundert solcher Extremisten verhaften lassen, die in Afrika die Auferstehung propagiert und in der Öffentlichkeit die islamischen Riten missachtet hatten. Sie waren dabei so weit gegangen, in der Person des Mahdis eine materielle Inkarnation Gottes (Allāh) auf Erden zu erkennen, als erste Vorläufer der ein Jahrhundert später entstehenden Sekte der „Drusen“. Mit der Unterdrückung dieses Treibens hatte der Mahdi die Glaubensverfassung und innere Geschlossenheit seiner Anhängerschaft einstweilen verteidigt, doch blieb das Drängen nach der Aufhebung des Gesetzes unterschwellig immer vorhanden und sollte in der Zeit seines Nachkommen al-Hakim (996–1021) erneut hervorbrechen.
Nach dem Ende des Gegen-Mahdis hatten sich die Kutama nun unter der Führung einer jüngeren Generation an Clanhäuptlingen wieder den Befehlen des Mahdis unterworfen. Im Winter auf das Jahr 913 wurde unter der Führung des Thronfolgers auch das rebellische Tripolis nach einer kombinierten Land- und Seeoperation eingenommen. Lediglich die Rädelsführer wurden exekutiert und der Stadt ob ihrer Rebellion eine Geldstrafe auferlegt. Als Entgegenkommen wurde hier nun aber auch ein Araber als Gouverneur eingesetzt. Die Aufstände gegen das noch junge Regime der Fatimiden in Afrika fanden damit ein Ende, worauf sie nun die Expansion ihres Kalifats aufnehmen konnten.

### Expansion

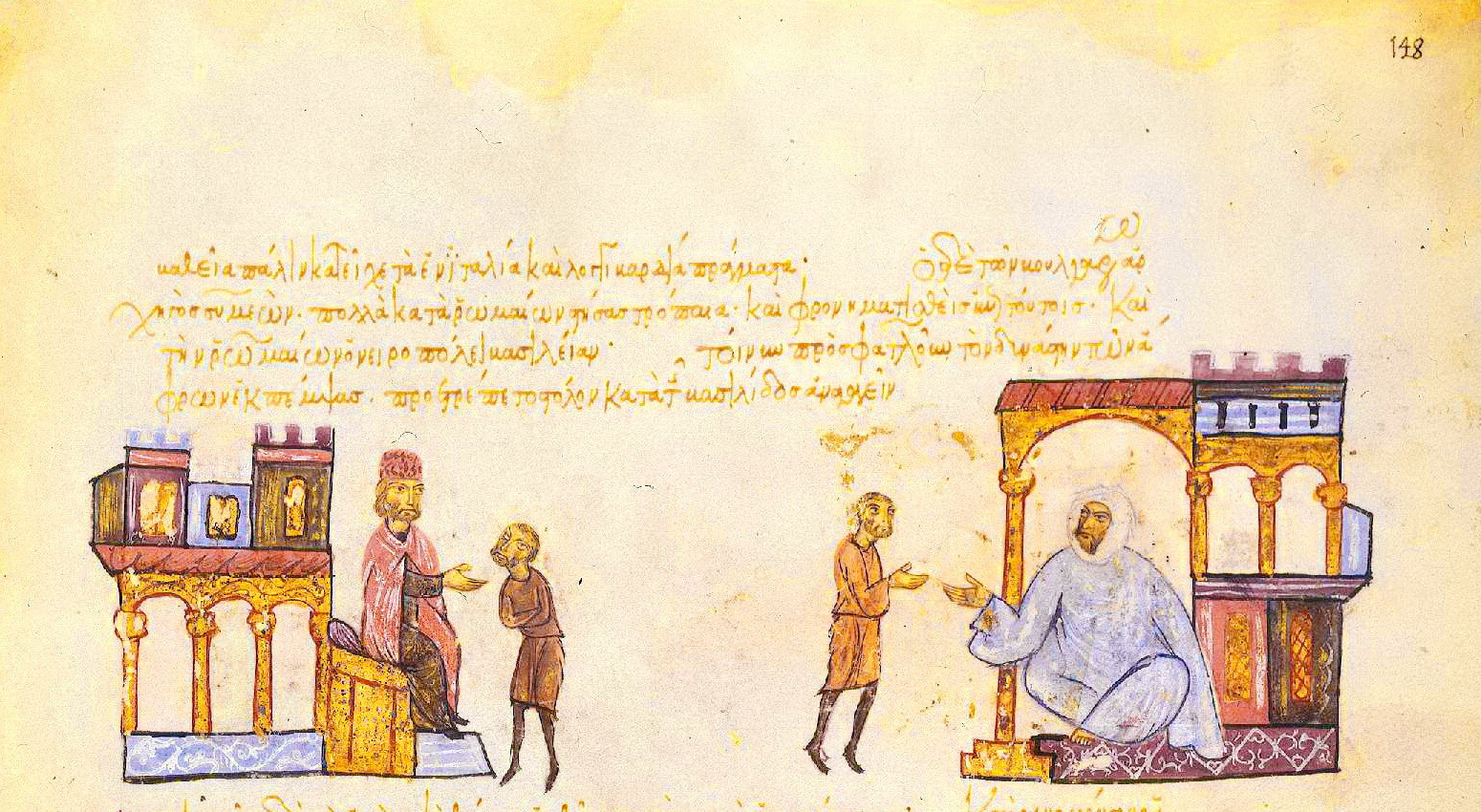
Zar Simeon I. entsendet einen Boten zum afrikanischen Herrscher „Phatloum“ (Φατλούμ), alias Fatimiden-Kalif al-Mahdi. Darstellung in einer Ausgabe der Synopsis Historion des Johannes Skylitzes, 12. Jahrhundert. Biblioteca Nacional de España, MSS Graecus Vitr. 26-2, fol. 148r.

Bereits 910 hatte der Mahdi einen eigenen Statthalter nach Sizilien entsandt, um die Insel, die seit der islamischen Expansion als Paria von Afrika galt, seinem Herrschaftsbereich einzuverleiben. Allerdings wurde der berberische Statthalter von den auf der Insel vorherrschenden Arabern bald wieder verjagt, auch weil sie an der Einführung der ismailitischen Fiskalabgabe des Fünften (ḫums) Anstoß genommen hatten. Statt seiner wurde von ihnen ein Abkömmling der Aghlabiden zum Emir erhoben, der sich demonstrativ der Oberherrschaft der Abbasiden-Kalifen unterstellte. Erst nachdem die von den Arabern notorisch benachteiligten sizilianischen Berber die Seiten gewechselt hatten, konnten die Fatimiden ab 916 die Oberhand auf der Insel gewinnen. Nachdem ihnen schon der Aghlabiden-Emir in die Hände gefallen war, hatten im März 917 die in Palermo verschanzen Arabern vor den Kutama kapitulieren müssen. Nach Afrika war Sizilien damit die zweite Provinz, die für das Fatimiden-Kalifat gewonnen wurde. Ihre Herrschaft hier war allerdings nicht unangefochten. Ein großer Teil der Insel wurde noch immer vom christlichen byzantinischen Reich kontrolliert, weshalb den Fatimiden hier nun die Aufgabe der Expansion des Islams (ǧihād) gegen „Ungläubige“ zufiel. Auch unter ihrer Herrschaft diente Sizilien als Operationsbasis für regelmäßige Raubfahrten muslimischer Korsaren entlang der kalabrischen und apulischen Küste. 918 wurde Reggio überfallen und 928 Tarent geplündert. Bei einer 925 unternommenen Kaperfahrt wurden mehr als 10.000 Gefangene gemacht, darunter der später berühmt gewordene Arzt Schabbtai Donnolo. Möglicherweise war letztere Unternehmung das Resultat einer ersten Kooperation der Fatimiden mit einer christlichen Macht. Ein späterer byzantinischer Berichterstatter, Johannes Skylitzes (11. Jahrhundert), beschrieb eine diplomatische Kontaktaufnahme des Bulgarenherrschers Simeon I. (gest. 927) mit dem „Herrscher der Afrikaner“ namens „Phatloum“ (Φατλούμ), alias al-Mahdi, zur Bildung einer Offensivallianz gegen Kaiser Romanos I. Lakapenos (gest. 948). Der Afrikaner sollte in einem kombinierten Angriff auf Konstantinopel den Bulgaren mit seinen Seestreitkräften unterstützen und nach der erfolgreichen Eroberung würde ihm die Herrschaft über die Kaiserstadt zufallen. Doch sei die Allianz nicht zustande gekommen, nachdem die nach Bulgarien entsandten afrikanischen Unterhändler von den Byzantinern auf See gekapert und gefangen genommen, doch vom Kaiser mit äußerster Höflichkeit behandelt und wieder frei gelassen wurden, worauf der Herrscher Afrikas dessen Freundschaft gesucht habe. Unterhandlungen der Fatimiden mit den Bulgaren, von denen die fatimidischen Überlieferungen allerdings nichts berichten, mögen in den Vorbereitungen Simeons anlässlich seines Feldzugs gegen Konstantinopel im November 924 eine Rolle gespielt haben.
Die Hauptstoßrichtung der Fatimiden wies aber nach Osten, mit der Eroberung von Bagdad und Vernichtung der Abbasiden als Endziel. Denn mit dem Kalifat war der Anspruch auf die Alleinherrschaft über die islamische Welt (umma) verbunden, was eine Koexistenz mit einem zweiten, als usurpatorisch deklarierten Kalifat verbot. Die 902 ausgebrochenen Schiitenaufstände waren nach wie vor im Gange und auch nach dem Ende seiner Söhne 904 konnte der Missionar Zakaroye die syrischen Beduinen zu weiteren Erhebungen zugunsten der Fatimiden ermutigen. Erst sein eigener Tod in der Schlacht bei den Ruinen von Iram im Wadi Dhi Qar am 10. Januar 907 hatte ihrer Sache im Irak und Syrien ein vorläufiges Ende gesetzt und das Überleben der Abbasiden ermöglicht.
Erfolgreicher verlief die fatimidische Sache dagegen im Jemen, wo schon in den Jahrzehnten zuvor das Ismailitentum zu einer starken Präsenz gelangte und vor allem über das Bergland eine von Bagdad unabhängige Kontrolle ausübte. Dies war das Verdienst der zwei Missionare Ibn Hauschab (gest. 914), dem „Sieger des Jemens“ (al-Manṣūr al-Yaman), und Ibn al-Fadl (gest. 915), die je eine eigene Ismailitengemeinde betreuten, aber für die gemeinsame Sache kooperierten. Für den Mahdi hatten seine jemenitischen Anhänger eine besondere Rolle in der weiteren strategischen Planung gespielt, konnten sie doch die weitere Expansion seines Kalifats nach Ägypten begünstigen, indem der Zugriff auf das Nilland in einer Zangenbewegung von zwei Richtungen aus erfolgen konnte. Allerdings wurde diese Möglichkeit verspielt, woran der Mahdi eine Mitverantwortung trug. Seinen schon erwähnten Brief an die jemenitische Gemeinde hatte er nach der Ausschaltung des asch-Schi‘i im Februar 911 verfasst und kurz darauf in den Jemen versandt. Neben seiner recht wirren und später auch verworfenen Darstellung seiner Genealogie, hatte der Brief auch eine Ankündigung zur zweiten Reform der Glaubenslehre beinhaltet, der Weiterführung der Imamlinie bei gleichzeitiger Gültigkeit des Gesetzes. Wie schon in Afrika kam es auf diese Ankündigung nun auch im Jemen zu einem Bruch innerhalb der Gemeinschaft. Während die von Ibn Hauschab im Nordjemen geführte Anhängerschaft loyal zum Mahdi blieb, sagte sich die von Ibn al-Fadl im Südjemen geführte Gemeinde von den Fatimiden los und stellte sich wie schon die Qarmaten gegen sie. Schon im Spätjahr 911 eskalierte der Bruderkampf zwischen beiden Fraktionen, der die jemenitische Gemeinde neutralisierte. Erst der fast zeitgleiche Tod beider Missionare hatte die Position der Fatimiden im Jemen wieder stärken können, da die loyal gebliebene Gemeinde des Ibn Hauschab sich über seinen Tod hinaushalten konnte, während die des Ibn al-Fadl bald durch die Statthalter der Abbasiden vernichtet wurde. Der Bruderkampf hatte die Etablierung einer anderen schiitischen Partei im Jemen begünstigt, die der Zaiditen, deren Imam sich eben in jener Zeit in dieser Provinz niedergelassen hatte und hier fortan in Konkurrenz zu den Ismailiten stand. Sie Zaiditen sollten über die Jahrhunderte zur vorherrschenden schiitischen Partei im Jemen aufsteigen, während die der Ismailiten (Tayyibiten) hier nur noch als Minderheit existiert.
Der Maghreb hatte in der Aufmerksamkeit der Fatimiden nur eine nachgeordnete Bedeutung eingenommen. Die Expansion ihrer Macht in diesem Raum blieb dem berberischen Statthalter ihres westlichsten Vorpostens in Tahert überlassen. Im Sommer 917 unternahm dieser einen ersten Vorstoß und eroberte die Stadt Nakur (heute Al Hoceïma) an der Mittelmeerküste. Deren Salihiden-Fürst war über die See nach Málaga geflohen und hatte sich dort unter dem Schutz der Emire von Córdoba gestellt, mit deren Hilfe er nur wenige Monate später seine Stadt zurückerobern konnte. Damit waren die Fatimiden erstmals in Konfrontation zur Dynastie der Umayyaden getreten, der ersten sunnitischen Kalifendynastie, die nach ihrem Sturz in Damaskus auf die ferne Iberische Halbinsel geflohen waren und dort seither die von Bagdad faktisch unabhängige Statthalterschaft des islamischen Reichs ausübten. Die Fatimiden zum Vorbild nehmend, haben die Umayyaden hier 929 noch zu Lebzeiten des Mahdi ihren eigenen Anspruch auf das Kalifat wiederbelebt und sich damit als dritte Kalifendynastie in Konkurrenz gegen die Abbasiden und Fatimiden gestellt. 921 unternahm der Statthalter von Tahert einen zweiten Westfeldzug, eroberte dabei mit Fès die äußerste arabische Stadtgründung im Westen und unterwarf auf dem Rückmarsch auch den Midrariden-Fürst von Sidschilmasa. Fès war bereits 922 von den lokalen Fürsten der Idrisiden, auch diese Nachkommen des Propheten, zurückerobert worden und auch Sidschilmasa hatte sich nur wenig später der fatimidischen Hoheit ein weiteres Mal entledigt. Der äußerste Westen (al-maġrib al-aqṣā), das heutige Marokko, blieb weiter regiert von lokalen Stadtfürsten und damit frei von jeder imperialen Oberhoheit. Einen weiteren Unruheherd stellten die Zanata-Berber dar, die im heutigen Zentralalgerien nomadisierend sich jeder Befehlsgewalt entzogen und eine beständige Bedrohung für Tahert darstellten. Gegen sie unternahm der Thronfolger 927 einen eineinhalbjährigen Feldzug, der die Zanata aber nur für kurze Zeit in die Sahara zurückwerfen konnte.

### Ägyptenfeldzüge
Nachdem im Jahr 913 Tripolis der Fatimidenherrschaft unterworfen war, erfolgte von hier aus die weitere Ostexpansion ihres Kalifats. Mit der Einnahme von Barqa am 6. Februar 914 wurde auch die Cyrenaika unterworfen und im folgenden April durch die Zurückschlagung einer ägyptischen Gegenoffensive verteidigt. Zu diesem Anlass hatte der Mahdi die Exekution der Häuptlinge der lokalen Mazata-Berber angeordnet, als Vergeltung für deren Überfall auf seine Karawane acht Jahre zuvor. Auf diesem Weg hatte er seine wertvollen Bücher zurückgewinnen können, die ihm damals geraubt wurden. Am 27. August 914 zog die Vorhut des fatimidischen Heeres in Alexandria ein, gefolgt am 6. November von dem vom Thronfolger kommandierten Hauptheer. Sofort wurde in der Stadt der Herrschaftswechsel durch die Einführung des schiitischen Gebetsrufs und der Einsetzung neuer Beamter angezeigt. Zu diesem Zeitpunkt waren erste Stoßtrupps bis nach Gizeh vorgedrungen, doch der abbasidische Statthalter Ägyptens hatte einen angebotenen Seitenwechsel ausgeschlagen. Der Vorstoß nach Ägypten hatte die Abbasiden erstmals auf die Bedrohung durch die Fatimiden aufmerksam werden lassen, deren im fernen Afrika erhobener Anspruch auf das Kalifat von ihnen bis dahin unkommentiert geblieben ist. Ihrem Statthalter in Ägypten sandten sie Verstärkungstruppen zu. Im Dezember 914 mussten die Fatimiden den Kampf um die Provinzhauptstadt al-Fustat aufgeben, nachdem ihnen die Überquerung des Nils aufgrund der heftigen Gegenwehr an der Schiffsbrücke von ar-Rauda nicht gelungen ist. Hinzu kamen Kompetenzstreitereien zwischen dem Thronfolger und seinem Kutama-General, die am 8. Januar 915 in einer Niederlage in einer Schlacht bei den Pyramiden mündeten. Nachdem wenig später das Hauptheer der Abbasiden in Ägypten eingetroffen war, hatte der zahlenmäßig nun unterlegene Thronfolger den Rückzug aus Ägypten antreten müssen, was nicht nur den Verlust von Alexandria, sondern auch der Cyrenaika zur Folge hatte, nachdem sich die dortigen Berber zur Revolte ermutigt sahen. Der erste Versuch der Eroberung Ägyptens war damit gescheitert, was in Afrika erneut zu Unruhen führte. Besonders in den Reihen der Kutama kam es zu einer erneuten Rebellion, die sich an der Behandlung der Kutama-Offiziere durch den Thronfolger entzündeten, der ihnen die Verantwortung an der Niederlage zugeschoben hatte. Die Rebellion konnte schnell niedergeworfen und die Rädelsführer bestraft werden.
Nach einer achtzehnmonatigen Belagerung konnte im April 917 Barqa und damit die Cyrenaika für die Fatimiden zurückerobert werden. Der zweite Ägyptenfeldzug des Thronfolgers wurde aber erst zwei Jahre später mit der erneuten Einnahme von Alexandria am 9. Juli 919 aufgenommen. Das Unternehmen wurde von einer Seeoperation begleitet, doch wurde das fatimidische Geschwader am 12. März 920 im Nilarm von Rosette unweit von Abukir von den mit griechischem Feuer ausgestatteten Schiffen der abbasidischen Flotte versenkt. Dafür konnte der Thronfolger von Alexandria aus das Fayyum und auch Oberägypten besetzen und hier bis 921 als Herrscher walten. Dabei hatte er diplomatische Kontakte mit Vertretern der Abbasiden aufgenommen und ihnen gegenüber dem Alleinherrschaftsanspruch seiner Dynastie über die muslimische Welt betont. Dem Abbas aber, dem Ahnherrn der Abbasiden, habe der Prophet einst keinen Anteil an der Herrschaft zukommen lassen, weshalb das Kalifat seiner Nachkommen bar jeder Legitimation sei. Im Mai 921 wurde Alexandria von den Abbasiden zurückerobert und der Thronfolger im Fayyum eingeschlossen, von wo aus er sich nur durch einen verlustreichen Marsch durch die libysche Wüste nach Barqa zurückziehen und im November 921 geschlagen nach Afrika zurückkehren konnte. Allerdings konnte dieses Mal die Cyrenaika für die Dynastie gehalten werden, von der aus in den folgenden Jahren regelmäßige Überfälle nach Ägypten hinein durchgeführt wurden. Die Eroberung des Nillandes blieb die Priorität der fatimidischen Politik auch unter den Nachfolgern des Mahdis.

### Die neue Hauptstadt
Die Unruhen von Kairouan 912 hatten den Mahdi zum Bau einer neuen Residenzstadt veranlasst. Die alte von den Aghlabiden übernommene Residenz Raqqada war nur unzureichend befestigt und konnte vom nahen Kairouan mit seiner sunnitischen und notorisch feindseligen Bevölkerungsmehrheit jederzeit bedroht werden. Zunächst hatte er Karthago, oder Tunis als neue Residenz in Betracht gezogen, die er persönlich inspiziert hatte, doch entschied er sich schlussendlich für eine Stadtneugründung auf einer dem Festland vorgelagerten Halbinsel südlich der Hafenstadt Sousse, in deren Nähe die Stadt Dschumma (Ǧumma, das römische Gummi) lag. Die Bauarbeiten begannen am 11. Mai 916 mit dem Hochziehen der westlichen Stadtmauer, die seither an ihrer schmalsten Stelle die Halbinsel vom Festland abgrenzte. Schon im September desselben Jahres war das massive, acht Meter breite Bollwerk mit vier Türmen und je einen großen Rundturm an jeder Seeflanke vollendet. Die Mauer besaß nur ein aus zwei eisernen Türflügeln bestehendes Zugangstor zur Halbinsel und damit in den Palastbereich. Ein kleiner noch von den Phöniziern angelegter künstlicher Hafen wurde wiederhergerichtet, so dass die Insel im Notfall über die See evakuiert werden konnte. Nachdem die Paläste für den Kalifen und den Thronfolger fertig gestellt waren, konnte der Hof am 20. Februar 921 in die neue nach dem Stadtgründer benannte Residenz al-Mahdīya umziehen. In den folgenden Jahren wurde die Residenzstadt mit weiteren Palastanlagen sowie Behausungen für die Dienerschaft und Ministerien weiter ausgebaut. Vor der Westmauer auf dem Festland entstand schnell eine Vorstadt, in der sich Hoflieferanten, Handwerker und auch die Familien der Palastgarde niederließen.
Die erste von mehreren bedeutenden Stadtgründungen der Fatimiden, war von ihrem Namensgeber bewusst auch als Fluchtburg konzipiert worden. Dazu wurden Getreidespeicher und Zisternen zum Sammeln von Regenwasser angelegt, da die Halbinsel über keine natürliche Wasserquelle verfügte. Damit hatte der Mahdi in weiser Voraussicht gehandelt. Schon unter der Herrschaft seines Sohnes sollte die Stadt während des Aufstandes des Abu Yazid als letzte Rückzugsmöglichkeit das Überleben des Kalifats ermöglichen.

### Nachfolge
Der Mahdi verstarb nach einer kurzen Krankheit in der Nacht auf den 4. März 934 (10. Rabīʿ al-awwal 322 AH) in al-Mahdiya im Alter von neunundfünfzig Jahren. Sein Ableben wurde erst am 10. Juni 934 offiziell verkündet, bis dahin wurde in den Freitagspredigten noch sein Name verlesen. Bestattet wurde er in einem nebst seinem Palast errichteten Mausoleum, doch wurde sein Leichnam wie auch der seines Sohnes und Enkels im Jahr 973 beim Umzug des Hofes nach Kairo unter dem Urenkel al-Muʿizz dorthin transferiert und in einem neuen Mausoleum beigesetzt.
Die Nachfolge als Kalif und Imam trat der älteste schon 912 designierte Sohn, der vierzigjährige Abdarrahim/Muhammad unter dem Herrschernamen „der die Sache Gottes vertritt“ (al-Qāʾim bi-Amr Allāh) an. Neben diesen hatte der Mahdi noch acht Töchter und fünf weitere Söhne, die zwar alle namentlich bekannt sind, aber ansonsten keinerlei Rolle spielten. Der Ausschluss nachgeborener Prinzen aus allen Staatsgeschäften und dem Militär in der Herrschaftspraxis der Fatimiden nahm hier seinen Ausgang; sie waren zu einem Leben im „goldenen Käfig“ hinter den Mauern des Palastes verdammt, Prinzessinnen wurden nur selten und dann auch nur an Cousins aus der eigenen Dynastie verheiratet.